# Serie (matematik)
En serie är inom matematiken en addition av ett oändligt antal termer.
Om termerna närmar sig noll tillräckligt fort kan summan av en serie vara ändlig, även om antalet termer är oändligt. Man säger då att den konvergerar.
Termerna i serien utgörs oftast av olika typer av matematiska uttryck som beror på ordningstalet i serien.

## Definition
En series summa definieras som gränsvärdet av ett antal delsummor. För en oändlig talföljd an definieras summan av serien Σnan som
{\displaystyle \sum _{n=0}^{\infty }a_{n}=\lim _{k\rightarrow \infty }\sum _{n=0}^{k}a_{n}}
där 
{\displaystyle s_{k}=\sum _{n=0}^{k}a_{n}}
är en delsumma. Om gränsvärdet inte existerar sägs serien divergera.
Ett exempel är talföljden an=1/2n, som har delsummor s0=1; s1=1+0,5=1,5; s2=1+0,5+0,25=1,75...; man kan visa att sk=2-1/2k  och att den tillhörande serien därmed konvergerar
{\displaystyle \sum _{n=0}^{\infty }{\frac {1}{2^{n}}}=2}
Det finns serier som är divergenta i den vanliga meningen men ändå tilldelas en summa med hjälp av andra, svagare, definitioner av en series summa. Bland dessa kan nämnas Cesàrosummering, Abelsummering och Borelsummering. Även analytisk fortsättning kan användas för att tilldela serier summor.